# Louise Bickerton
Louie Mildred »Louise« Bickerton Cozens, avstralska tenisačica, * 1902, Clifton Hill, Viktorija, Avstralija, † 6. junij 1998.
V posamični konkurenci je največji uspeh dosegla leta 1929, ko se je uvrstila v finale turnirja za Prvenstvo Avstralije, kjer jo je v treh nizih premagala Daphne Akhurst. Na turnirjih za Prvenstvo Anglije se je najdlje uvrstila v četrti krog leta 1928, na turnirjih za Amatersko prvenstvo Francije pa v tretji krog leta istega leta. V konkurenci ženskih dvojic se je štirikrat uvrstila v finale turnirja za Prvenstvo Avstralije in ga osvojila v letih 1927 skupaj z Meryl O'Hara Wood ter 1929 in 1931 skupaj z Daphne Akhurst. Turnir je osvojila tudi v konkurenci mešanih dvojic leta 1935 skupaj s Christianom Boussusom.

## Finali Grand Slamov

### Posamično (1)

#### Porazi (1)
| Leto | Turnir               | Nasprotnica v finalu | Rezultat finala |
| 1929 | Prvenstvo Avstralije | Daphne Akhurst       | 1–6, 7–5, 2–6   |

### Ženske dvojice (4)

#### Zmage (3)
| Leto | Turnir                   | Partnerica        | Nasprotnici v finalu                  | Rezultat finala |
| 1927 | Prvenstvo Avstralije     | Meryl O'Hara Wood | Esna Boyd Sylvia Lance Harper         | 6–3, 6–3        |
| 1929 | Prvenstvo Avstralije (2) | Daphne Akhurst    | Sylvia Lance Harper Meryl O'Hara Wood | 6–2, 3–6, 6–2   |
| 1931 | Prvenstvo Avstralije (3) | Daphne Akhurst    | Nell Lloyd Lorna Utz                  | 6–0, 6–4        |

#### Porazi (1)
| Leto | Turnir               | Partnerica  | Nasprotnici v finalu      | Rezultat finala |
| 1935 | Prvenstvo Avstralije | Nell Hopman | Evelyn Dearman Nancy Lyle | 3–6, 4–6        |

### Mešane dvojice (1)

#### Zmage (1)
| Leto | Turnir               | Partner           | Nasprotnika v finalu     | Rezultat finala |
| 1935 | Prvenstvo Avstralije | Christian Boussus | Dorothy Round Fred Perry | 1–6, 6–3, 6–3   |